# علاقات بيلاروسيا الخارجية
تُعتبر جمهورية بيلاروسيا الاشتراكية السوفييتية واحدة من الجمهوريتين السوفييتين الوحيدتين اللتين لهما عضوية في الأمم المتحدة (الأخرى هي جمهورية أوكرانيا الاشتراكية السوفييتية). انضمت الدولتان والاتحاد السوفييتي إلى الأمم المتحدة عند نشوء المنظمة في العام 1945.

## ما قبل العام 2001
بعد تفكك الاتحاد السوفييتي، ونيل بيلاروسيا استقلالها، أصبحت بيلاروسيا عضوًا في رابطة الدول المستقلة، ومنظمة الأمن والتعاون في أوروبا، وحلف الناتو، والشراكة من أجل السلام، ومجلس الشراكة الأوروبي-الأطلسي، وصندوق النقد الدولي، والبنك الدولي. مثّل تبنّي المجلس الأعلى لجمهورية بيلاروسيا الاشتراكية السوفييتية إعلان سيادة دولة بيلاروسيا في العام 1990 مثّل نقطة تحول كبرى في تاريخ البلاد. إضافة إلى ذلك ما تزال بيلاروسيا في اتحاد دولة مع روسيا منذ 2 أبريل 1996، رغم الأثر الواهي لهذا الاتحاد على أرض الواقع.

### العلاقات البيلاروسية-الروسية
أدى تدشين التجارة الحرة بين روسيا وبيلاروسيا في منتصف العام 1995 إلى زيادة كبيرة في العلاقات التجارية الثنائية، والتي تعرضت لكبوة مؤقتة على إثر الأزمة الاقتصادية في العام 1998. سعى الرئيس أليكساندر لوكاشينكو إلى تمتين أواصر العلاقات مع روسيا. وُضعت أساسات الاتحاد بين روسيا وبيلاروسيا في معاهدة إقامة وحدة روسيا وبيلاروسيا (1996)، ومعاهدة الاتحاد الروسي-البيلاروسي، وميثاق الاتحاد (1997)، ومعاهدة تشكيل دولة الاتحاد (1999). اشتملت معاهدات الاندماج على التزامات تتعلق بالاتحاد المالي، والحقوق المتساوية، والجنسية الواحدة، وسياسة دفاع وخارجية مشتركة.

### العلاقات بين بيلاروسيا والاتحاد الأوروبي
تبعًا لاعتراف المجموعة الاقتصادية الأوربية ببيلاروسيا دولة مستقلة في ديسمبر 1991، شهدت العلاقات الثنائية تقدمًا مضطردًا في بادئ الأمر. مثّل توقيع اتفاقية الشراكة والتعاون في العام 1995 التزامًا بالتعاون السياسي والاقتصادي والتبادل التجاري. بُذل بعض الدعم لبيلاروسيا في إطار برنامج المساعدة التقنية لرابطة الدول المستقلة ومن خلال برامج مساعدة وقروض عدة. رغم ذلك، تعثرت العلاقات بين بيلاروسيا والاتحاد الأوروبي في العام 1996 بعد انتكاسات خطيرة في تطورات وضع الديمقراطية، ونشوب مشكلة دراجدي. لم يعترف الاتحاد الأوروبي بدستور العام 1996 الذي أبطل دستور العام 1994. حكم مجلس الاتحاد الأوروبي ضد بيلاروسيا في العام 1997: لم تكن اتفاقية الشراكة والتعاون قد أُقرّت بعد، وكذلك الأمر بالنسبة لنظيرتها المتعلقة بالتبادل التجاري؛ ولم تحصل بيلاروسيا على دعم لحيازة عضوية في مجلس أوروبا؛ وعُلقت العلاقات الثنائية على مستوى الوزراء، وجُمدت برامج الدعم التقني المقدمة من الاتحاد الأوروبي. إقرارًا بحالة الجمود في العلاقات الثنائية وأخذًا بعين الاعتبار الوضع الداخلي في بيلاروسيا بعد الموقف المُتخذ في العام 1997، تبنّى الاتحاد الأوروبي نهجًا تدريجيًا في العام 1999، إذ بدأ برفع العقوبات شيئًا فشيئًا في حال تطبيق المعايير الأربعة التي حددتها منظمة الأمن والتعاون في أوروبا. في العام 2000، لوحظ تطبيق بعض التطورات الإيجابية للتوصيات التي طرحتها منظمة الأمن والتعاون في أوروبا، إلا أنها لم تكن كافية في مجال عقد انتخابات نزيهة وحرة.

### العلاقات البيلاروسية-الأمريكية
شجعت الولايات المتحدة بيلاروسيا على إبرام اتفاقيات مع صندوق النقد الدولي والالتزام بها ضمن برنامج تحقيق استقرار الاقتصاد الكلي وغيرها من الإجراءات الإصلاحية، إضافة إلى التعهد برفع سويّة الخصخصة لخلق مناخ ملائم للأعمال التجارية والاستثمار. رغم وجود بعض الاستثمارات الأمريكية الخاصة المباشرة في بيلاروسيا، لم يتسع نطاقها بشكل متنامٍ نظرًا لوتيرة الإصلاحات المتعثرة.
وُقعت اتفاقية هيئة الاستثمارات الخاصة الخارجية في يونيو 1992، ولكنها عُلقت منذ العام 1995 لعدم إيفاء بيلاروسيا بالتزاماتها المنصوص عليها في الاتفاقية. يُذكر أن بيلاروسيا مؤهلة للحصول على التأمين الاقتصادي قصير الأجل من بنك التصدير والاستيراد للولايات المتحدة الأمريكية للاستثمارات، إلا أنه لم تُدعم أي مشاريع بواسطته بسبب البيئة غير الملائمة للأعمال التجارية. منح صندوق النقد الدولي بيلاروسيا اعتمادات مساندةً في سبتمبر 1995، لكنها خرجت من البرنامج ولم تستلم شريحة ثانية من التمويل، والتي كانت مقررة التسليم على دفعات متتالية طوال العام 1996.
فرضت الولايات المتحدة والاتحاد الأوروبي قيودًا على حركة سفر الرئيس أليكساندر لوكاشينكو وأركانه المقربين، بالإضافة إلى عقوبات اقتصادية عليهم.

## الوضع الحالي (بعد العام 2001)

### العلاقات مع الاتحاد الأوروبي
يُنبي هيكل التبادل التجاري البيلاروسي عن تنافسية ضئيلة وتراجع الإنتاج في نطاق الصناعات المنتِجة في البلاد طوال العقد الماضي، وهو ما أدى إلى هيمنة إنتاج المواد الأولية، والسلع المنتجة بجهود كثيفة للتصدير. تضم الصادرات البيلاروسية إلى الاتحاد الأوروبي المنتجات الزراعية والنسيج بشكل رئيسي، في حين تشكل الآليات الثقيلة أهم الواردات من الاتحاد الأوروبي.
تعتبر بيلاروسيا مستفيدًا من نظام الأفضليات التجارية المعمّم للاتحاد الأوروبي. قررت المفوضية الأوروبية في العام 2003 أن تفتح تحقيقًا بخصوص انتهاكات حرية التجمع في بيلاروسيا كخطوة أولية نحو تجميد مؤقت لعضوية بيلاروسيا في نظام الأفضليات التجارية المعمم.
في ديسمبر 2004، تبنى الاتحاد الأوروبي موقفًا يهدف إلى فرض حظر حركة سفر على مسؤولين بيلاروسيين ضالعين في تزوير الانتخابات البرلمانية والاستفتاء العام في 17 أكتوبر 2004، وانتهاكات حقوق الإنسان خلال المظاهرات السلمية التي اندلعت حينها في مينسك. أصدر البرلمان الأوروبي تصريحًا في مارس 2005 يُدين فيه الحكومة البيلاروسية بوصفها ديكتاتورية. اهتم البرلمانيون الأوروبيون بالمقام الأول بوقائع قمع وسائل الإعلام المستقلة في البلاد وتزوير الاستفتاء العام. أعلن قرار صادر عن البرلمان الأوروبي عن وجوب تتبّع الحسابات المصرفية للرئيس لوكاشينكو وغيره من كبار المسؤولين البيلاروسيين وتجميدها.
في العام 2005، أوردت منظمة العفو الدولية تقريرًا بوجود نمطٍ متكرر من العرقلة المتعمدة، والمضايقات، والتهديدات بحق المدافعين عن حقوق الإنسان في بيلاروسيا. اتهمت منظمة مراسلون بلا حدود السلطات بملاحقة واعتقال الصحفيين المنتمين للأقلية البولندية في البلاد. أمر لوكاشينكو بإغلاق الصحيفة البولندية الأوسع انتشارًا في البلاد، وأصدر صحيفة مزيفة تحمل نفس الاسم والحجم تتحدث عن إنجازات حكومته. تعرض العديد من الصحفيين الأجانب، بولنديين بغالبهم، تعرضوا للاعتقال والطرد من البلاد. اتهم لوكاشينكو بولندا بمحاولة الإطاحة بحكومته وتأجيج ثورة سلمية في بيلاروسيا شبيهة بالثورة البرتقالية في أوكرانيا في العام 2004.
فيما بعد اقتحمت شرطة مكافحة الشغب في العام 2005 على مقر اتحاد البولنديين في بيلاروسيا، الذي يعتبر نقابة تمثل 400.000 من الأقلية البولندية القاطنة في المناطق الغربية في البلاد والتي كانت جزءًا من بولندا حتى الحرب العالمية الثانية. تفاقم الخلاف بين بولندا وبيلاروسيا أكثر فأكثر عندما ردت بولندا بسحب سفيرها من بيلاروسيا لمشاورات غير محددة الأمد، وطالبت الاتحاد الأوروبي بفرض عقوبات على القيادة البيلاروسية للحدّ من انتهاكات حقوق الإنسان في بيلاروسيا. وصفت الصحف البيلاروسية هذا التصرف على أنه «لعبة سياسية قذرة»، وجزء من «حرب باردة» تُشن على الرئيس لوكاشينكو. ذكر رئيس الوزراء البولندي آدم روتفيلد أن النية مبيّتة لتطبيق حملة قمع في بيلاروسيا، وتهدف إلى القضاء على «جميع عناصر التعددية والاستقلال» في البلاد.
في أغسطس من العام 2005، دعت اللجنة التنفيذية للاتحاد الأوروبي إلى احترام حقوق الإنسان في بيلاروسيا. وأعلنت المفوضية عن نيتها تقديم دعم لوسائل الإعلام المستقلة في البلاد عبر تخصيص ما يقارب الثمانية ملايين يورو من ميزانيتها لدعم أنشطة حقوق الإنسان. عبّرت فرنسا عن تضامنها مع بولندا بخصوص مسألة حقوق الإنسان في بيلاروسيا بعد يوم من إعلان الاتحاد الأوروبي عن قلقه فيما يخص الوضع في بيلاروسيا. إضافة إلى ذلك، أعربت العديد من جمهوريات الاتحاد السوفييتي السابق، بما فيها أوكرانيا المجاورة، أعربت عن قلقها حيال تدهور الوضع في بيلاروسيا.